# エンリケ・ベラ
エンリケ・ダニエル・ベラ・トーレス（西: Enrique Daniel Vera Torres、1979年3月10日 - ）は、パラグアイ・アスンシオン出身の元サッカー選手。現役時代のポジションはMF。

## 経歴

### クラブ
パラグアイの幾つかのクラブを渡り歩いた後、2004年にエクアドルへ渡る。2006年から在籍したLDUキトでは、2007年に地元紙選出の最優秀外国人選手に選出され、2008年にはコパ・リベルタドーレス優勝に貢献した。翌シーズンにはクラブを離れてメキシコのクラブ・アメリカへ移籍するが、2009年にレンタル移籍で復帰し、コパ・スダメリカーナ優勝に貢献した。2010年、CFアトラスへ移籍するが、2011年からは三度LDUキトへ移籍した。キトのクラブで現役を終える事を望み、2017年にアメリカ・デ・キトでプレーした後に現役を引退した。

### 代表
パラグアイ、エクアドル両国の国籍を持つが、パラグアイ代表監督ヘラルド・マルティーノの熱心な誘いもあってパラグアイ代表を選択した。コパ・アメリカ2007で代表デビューを飾り、2008年11月、オマーンとの親善試合で初得点を記録した。2010 FIFAワールドカップのメンバーにも名を連ね、1次リーグの対スロバキア戦で1得点し、マン・オブ・ザ・マッチに輝いた。

## 代表歴

### 出場大会
- パラグアイ代表
  - 2010 FIFAワールドカップ

### 試合数
- 国際Aマッチ 52試合 4得点（2007年-2011年）[4]

| パラグアイ代表 | 国際Aマッチ | 国際Aマッチ |
| 年             | 出場        | 得点        |
| -------------- | ----------- | ----------- |
| 2007           | 13          | 0           |
| 2008           | 6           | 1           |
| 2009           | 7           | 0           |
| 2010           | 14          | 3           |
| 2011           | 12          | 0           |
| 通算           | 52          | 4           |